# José Félix Valdivieso
José Félix Valdivieso y Valdivieso (Loja, bautizado el 19 de mayo de 1784 – Quito, 8 de junio de 1856) fue un político, jurista, catedrático y diplomático ecuatoriano. Ejerció, entre otros cargos, como Alcalde de Quito entre 1822 y 1823, y Jefe Supremo en la Región Interandina del Ecuador entre el 12 de junio de 1834 y el 18 de enero de 1835.

## Biografía
Fue hijo legítimo del matrimonio conformado por Fernando Valdivieso y Carrera, alcalde del cabildo de  Cuenca, y su esposa Francisca Valdivieso y Valdivieso, ambos oriundos de Loja. En 1796 ingresó al Colegio San Luis, en Quito, alojándose en casa de su tío el coronel Mariano Guillermo Valdivieso y Valdivieso, el cual años después participó en la independencia del Ecuador, en la Primera Junta de Gobierno Autónoma de Quito y fue vicepresidente de la Junta de Gobierno del coronel Carlos de Montúfar y Larrea. En 1801 ingresó a la Universidad de Santo Tomás de Aquino, en Quito, obteniendo en aquella, en 1807, el título de doctor en jurisprudencia; y, en 1808, el de doctor en derecho canónico.
Al sobrevenir la sublevación del 10 de agosto de 1809 fue acusado por las autoridades españolas de ser un conspirador peligroso, sufriendo persecución por ello. No obstante, durante el período constitucional gaditano fue elegido miembro de la Diputación Provincial de Quito como representante por el Partido de Cuenca. En 1821 fue nombrado alcalde ordinario de cabildo de Loja; y, ese mismo año, rector de la Universidad de Santo Tomás de Aquino, en Quito (convertida más tarde en la Universidad Central del Ecuador), cargo que ejerció hasta 1824 y en cuyo lapso fundó la Academia de Derecho Práctico.
Después del triunfo independentista en la Batalla de Pichincha, el mariscal Antonio José de Sucre le nombró Alcalde de Quito, cargo que ejerció entre el 25 de mayo de 1822 y el 31 de diciembre de 1823. Durante su administración se publicaron varias proclamas en favor de la Independencia, se rindieron homenajes a Sucre y Bolívar y se restauró el parque La Alameda, que se encontraba destruido por cerdos, reses y otras bestias que allí pastaban.
En 1828 fue elegido diputado por Loja a la Convención de Ocaña integrando la minoría bolivariana que el 10 de julio se retiró de ella, dejándola sin cuórum para así favorecer la dictadura del Libertador Simón Bolívar, quien lo premió, por su acción, designándolo miembro del Consejo de Estado, cargo que ocupó hasta 1829.
En 1830 ayudó al general Juan José Flores a escindir el Distrito del Sur de la Gran Colombia, habiéndolo nombrado su ministro secretario de Estado en todos los portafolios, menos en el de guerra que fue confiado al general Antonio Martínez Pallares. En 1833, en circunstancias en que la oposición se había levantado en contra del régimen, se apartó de Flores por motivos de carácter personal, los mismos que posteriormente fueron acrecentándose hasta distanciarlos políticamente.
En 1834 integró la oposición contra la dominación floreana que, el 12 de junio de 1834, se sublevó en contra del régimen proclamando en Otavalo e Ibarra su jefatura suprema, la que fue apoyada rápidamente por toda la población del interior del país que reconocieron y aceptaron su mando. En ese entorno convocó una convención que se congregó en Quito el 7 de enero de 1835, en momentos en que el general Flores, luego de proclamar en Guayaquil la jefatura suprema del Dr. Vicente Rocafuerte, se trasladaba con su ejército hacia la región interandina del Ecuador para tomar el control de todo el país. Ante la inminente guerra civil, designó al mando de las fuerzas del ejército al Gral. Isidoro Barriga, para frenar el avance de Flores hacia Quito.
El 19 de enero de 1835 los beligerantes se enfrentaron en la batalla de Miñarica, habiendo vencido las huestes de Flores, dirigidas por el general Juan Otamendi, que aniquilaron al ejército del gobierno de Quito. Al conocer Valdivieso el desenlace de la batalla, disolvió la convención y se asiló en Provincia de Pasto, territorio de la República de la Nueva Granada.
En 1837 pudo retornar al Ecuador gracias a la intervención del Congreso pero en marzo de 1838 comprometido en un movimiento insurrecto en contra del régimen del Dr. Vicente Rocafuerte, fue apresado y nuevamente desterrado,  hasta la conclusión de dicho gobierno, en 1839. En 1841 asistió como senador al Congreso Ordinario que se reunió en Quito desde el 15 de enero hasta el 3 de marzo, habiendo sido elegido para presidir dicha cámara legislativa.
En 1842, Flores encontrándose nuevamente en el poder y sopesando como más substancial su talento que las diferencias que los distanciaban, lo nombró Ministro Plenipotenciario del Ecuador a fin de que se encargue con su par peruano de solucionar todas las cuestiones aún irresueltas entre los dos estados. En 1843 fue elegido diputado a la convención que sesionó en Quito desde el 15 de enero hasta el 14 de abril, siendo nombrado Presidente de la comisión permanente.
En 1845, al estallar en Guayaquil la revolución marcista, debido a que el presidente Flores se encontraba ausente de la capital del país, ya que éste se había trasladado a las afueras de Babahoyo, atrincherándose en la hacienda “La Elvira” con el fin de enfrentar a los revolucionarios; y, que el vicepresidente Dr. Francisco de Marcos también se hallaba ausente al encontrarse en Guayaquil; Valdivieso en su calidad de Presidente del poder legislativo, expidió un decreto por medio del cual se hizo cargo del poder ejecutivo.
Luego de que fuera suscripto el “Tratado de La Virginia”, al triunfar la revolución marcista, declinó el mando a favor del nuevo gobierno de Guayaquil integrado por lo triunviros José Joaquín de Olmedo, Vicente Ramón Roca y Diego Noboa.
En 1849 apoyó al gobierno provisional del vicepresidente Manuel de Ascázubi del cual, al año siguiente, se distanció. El 10 de junio de 1850 presidió la Junta que, tras corta deliberación, confirmó el pronunciamiento que proclamó la Jefatura Suprema de Diego Noboa, interviniendo, además, en el nombramiento de las autoridades para el nuevo régimen.

## Fallecimiento
Retirado de la actividad política, murió en Quito, el 8 de junio de 1856.

## Matrimonio
En 1817, mediante poder, contrajo matrimonio con su prima segunda Catalina Valdivieso Sánchez, en Quito.